# Mort de la Mare de Déu (Mantegna)
La Mort de la Mare de Déu o Trànsit de la Mare de Déu, és una de les obres més conegudes del pintor italià Andrea Mantegna. És una quadre pintat amb tècnica mixta cap a l'any 1462. Fa 54 × 42 cm. Es conserva al Museu del Prado de Madrid.

## Història
Gonçaga va encarregar a Mantegna l'any 1458 aquesta obra per a la capella del Palau Ducal de Màntua; el 1464 estava gairebé completada. Allà va estar, al costat del retaule, de centre còncau, que es conserva en la Galeria dels Uffizi de Florència. Posteriorment, aquesta capella es va desmantellar, i aquest quadre es va endur a Ferrara, on es troba documentat el 1588. Posteriorment va formar part de la col·lecció de Carles I d'Anglaterra, pel que ostenta la seva marca en el revers. En ésser decapitat aquest rei, es van subhastar els seus béns, i el quadre va ser adquirit per Felip IV de Castella.

## Anàlisi
Es tracta d'una taula de mida petita que descriu un tema religiós, la mort de la Mare de Déu. De fet, era més gran, perquè li falta la part superior, en què estava representada la figura de Jesucrist sota una volta, envoltat d'àngels que recullen l'ànima de Maria. Aquest fragment es conserva ara en la Pinacoteca de Ferrara. El 2008, el Museu del Louvre va reunir temporalment ambdues parts en una exposició sobre l'artista.
Es troben els apòstols, formant un grup majestuós de severes vestidures, tots prop del llit en què jeu la Mare de Déu. Els símbols que porten a les mans -ciris, palmes, llibre de difunts encensers- els serveixen per retre homenatge a Maria. El gest de tots ells és dolorós. No hi ha dotze apòstols sinó onze. Cal recordar que, segons les creences cristianes, després del suïcidi de Judes Iscariot, els onze apòstols restants es van reunir i van escollir Maties per completar novament el nombre de dotze apòstols enviats a les dotze tribus d'Israel; es creu que l'apòstol que falta seria Tomàs, que es trobaria evangelitzant terres llunyanes al temps del trànsit de Maria. L'escena està representada d'acord amb els Evangelis apòcrifs. Les figures s'emmarquen dins d'una arquitectura típicament renaixentista.
Al fons, es veu un paisatge amb un llac, representant els que n'hi havia a la zona de Màntua, avui dessecats; sobre seu es basteix un pont, anomenat de San Giorgio. Així, l'escena sembla transcórrer en el Palau Ducal de Màntua, i no a Jerusalem.
L'estil és de l'Escola veneciana de pintura. Està pintat en colors freds, com és habitual a Mantegna. Recorda'n una mica, sobretot en la representació del paisatge, a l'obra de Giovanni Bellini.